# Dixon Reef jezik
Dixon Reef jezik (ISO 639-3: dix), jedan od tri small nambas jezika kojim još govore oko 50 od 60 etničkih pripadnika skupine s Dixon Reefa (Malekula) u provinciji Malampa u Vanuatuu.
Prijeti mu izumiranje.

## Vanjske poveznice
- Ethnologue (14th)
- Ethnologue (15th)
- The Dixon Reef Language